# Алиев, Мухаммед Эмзарович
Мухаммед Эмзарович Алиев (укр. Мухаммед Емзарович Алієв; род. 8 декабря 1999 год, Тбилиси, Грузия) — украинский борец вольного стиля азербайджанского происхождения. Двукратный Чемпион Украины (2021-2022). Мастер спорта Украины международного класса по вольной борьбе.

## Биография
Родился Алиев 8 декабря 1999 года в г. Тбилиси, Грузия. Начал заниматься вольной борьбой в 9 лет, первый и нынешний тренер Ченцов Николай Федерович.

## Спортивная карьера
Первую серьезный результат Алиев добыл в 2014 году на первенстве Европы среди кадетов в Белграде в весе до 42 кг он выиграл бронзовую медаль. Алиев имеет в своем послужном списке две золотые медали с первенства Украины среди юниоров (2016, 2017), а также бронзовую медаль 2019 (до 20 лет) в весе до 74 кг. В сентябре 2020 года он стал финалистом первенства Украины среди борцов до 23 лет в весе до 79 кг. В октябре 2020 года Алиев стал третьим на кубке Киева в весе до 79 кг. В начале 2021 года перешёл в новую весовую категорию до 86 кг. В октябре 2021 года Мухаммед принял участие на взрослом чемпионате мира в Осло, где он стал лишь 12-м. Месяц спустя на первенстве мира среди борцов до 23 лет в Сербии Алиев выиграл золотую медаль, одолев в финале иранского спортсмена Саджада Голами. В начале 2022 года Алиев впервые выигрывает чемпионат Украины среди взрослых. В ноября 2022 года Алиев стал победителем скромного турнира в Нью-Йорке посвященный памяти Билла Фаррелла.

## Спортивные достижения
- 2015 Первенство Европы среди кадетов — ;
- 2016, 2017 Первенство Украины среди юниоров — ;
- 2019 Первенство Украины среди юниоров — ;
- 2020 Первенство Украины до 23 лет — ;
- 2021 Первенстве мира среди борцов до 23 лет — ;
- 2021, 2022 Чемпионат Украины — ;

## Личная информация
Мухаммед выпускник Харьковского национального автомобильно-дорожного университета. Он является азербайджанцем по национальности.